# العدوسية
العدوسية هي إحدى القرى اللبنانية من قرى قضاء صيدا في محافظة الجنوب.
- مساحتها 4,20 كلم2 عدد سكانها 874 تشتهر ببساتينها
- }تبعد العدوسية حوالي 54 كلم (33.5556 مي) عن بيروت عاصمة لبنان